# 서포초등학교 자혜분교
서포초등학교 자혜분교는 대한민국 경상남도 사천시 서포면 자혜리 519에 있었던 공립 초등학교이다.

## 연혁
- 1978년 3월 1일 서포국민학교 자혜분교 개교
- 1979년 3월 1일 본교에서 이전
- 1979년 8월 15일 교실 1실, 관리실 1실, 현관 착공, 상수도 공사 실시
- 1989년 8월 20일 전 교사 마루바닥 개조, 서편 창고 1동 준공
- 1991년 3월 7일 운동장 축대공사 준공
- 1996년 3월 1일 서포초등학교 자혜분교 개칭
- 1999년 9월 1일 본교로 통폐합